# Kenneth Huszagh
Kenneth Arthur "Ken" Huszagh (Chicago, Illinois, 3 de setembre de 1891 – Delray Beach, Florida, 11 de gener de 1950) va ser un nedador estatunidenc que va competir a començaments del segle xx.
El 1912 va prendre part en els Jocs Olímpics d'Estocolm, on disputà dues proves del programa de natació. En els relleus 4x200 metres lliures guanyà la medalla de plata, compartint equip amb Harry Hebner, Perry McGillivray i Duke Kahanamoku, mentre en els 100 metres lliures guanyà la de bronze, quedant rere Duke Kahanamoku i Cecil Healy.
Posteriorment, junt amb la seva família, va estar involucrat en la creació de la vila de Kildeer, Illinois.